# Mắm còng
Mắm còng là một trong những đặc sản của vùng Đồng bằng sông Cửu Long, 2 vùng nổi tiếng nhất về món ăn này là ở vùng Gò Công, Tiền Giang và Cần Giuộc, Long An. Mắm được làm từ con còng (người dân địa phương tại nơi đây hay gọi là con nha, 1 loài cùng họ hàng với ba khía). Món này thường được sử dụng trong bữa ăn hàng ngày của người dân miền Nam, nhất là ở các gia đình ven biển Nam Bộ. Vào những dịp lễ Tết thì mắm còng được xem là một món quà quý của người dân với nhau.

## Nguyên liệu
Ngôi sao của món này là còng tươi, ngon và được vệ sinh sạch sẽ. Mùa bắt còng chỉ diễn ra vào 1 thời điểm duy nhất trong năm đó là ngày mùng 5 tháng 5 Âm lịch (Tết Đoan Ngọ).

## Cách làm
- Tách yếm, rửa lại nước muối để giảm mùi tanh của còng rồi đem ra phơi nắng. Sau đó đem cho vào hũ, ướp gia vị để 45 ngày trở lên mới ăn được.
- Không tách miệng, rửa sạch, để khô, ướp cùng với đường và muối.[2]

## Thưởng thức
Mắm còng có thể ăn chung với các món ăn trong bữa cơm thường ngày. Đối với người dân miền Nam Bộ thì món nào ăn chung với mắm còng đều rất ngon. Đặc trưng của món ăn này là sau khi ăn xong trên răng sẽ bị bám các vết ố đen nhưng đặc biệt mắm còng không để lại mùi tanh như các loại mắm khác. Ăn mắm còng nhớ đến Nam Bộ sông nước tuy có khó khăn nhưng vẫn ấm áp tình người.